# Ipomimia

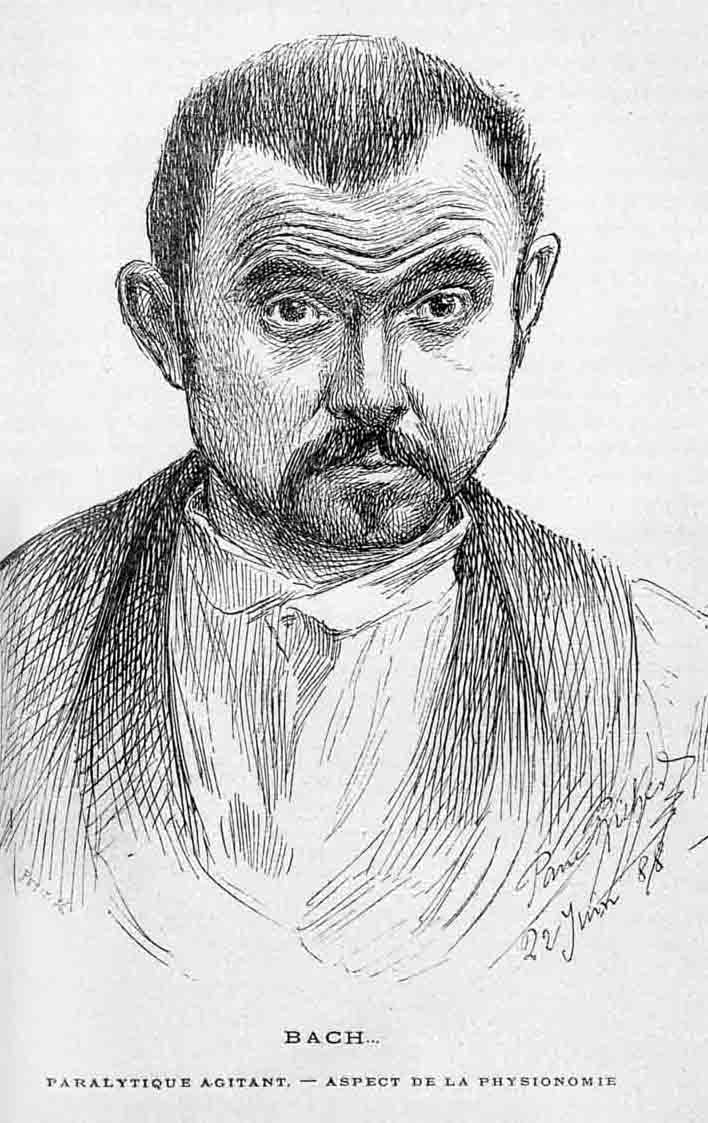
Disegno del volto di un paziente con malattia di Parkinson che mostra sul viso l'ipomimia

L'ipomimia è un segno medico in cui vi è una ridotta capacità nel mutare l'espressione facciale.
Può essere causato da insufficienza motoria (ad esempio, debolezza o paralisi dei muscoli facciali) come nel caso della malattia di Parkinson o da altre cause come fattori psicologici o psichiatrici come per esempio nei melanconici e o nei depressi.